# Фундаментальный каталог (каталог)
Фундаментальный каталог (англ. The Catalogue of Fundamental Stars) — серия из шести звёздных каталогов, созданных в разное время для фиксации на небе стандартной системы координат.
FK (нем. Fundamentalkatalog) — первый фундаментальный каталог, содержавший 539 ярких звёзд. Опубликован А. Ауверсом в 1879 году.
FK3 (нем. Dritter Fundamentalkatalog) — третий каталог серии. Опубликован в 1934 году А. Коппфом. Содержал 1587 звёзд.
FK4 (нем. Vierter Fundamentalkatalog) — каталог, опубликованный в 1963 году в Гейдельберге и содержащий уточнённые данные о 1535 звёздах.
FK4S — дополнение к каталогу FK4.
FK5 (нем. Fünfter Fundamentalkatalog) опубликован в 1988 году и содержит обновлённые данные о 1535 звёздах из FK4. В 1991 году появилось дополнение к нему, содержащее 3117 дополнительних звёзд. Координаты звёзд приведены по состоянию на стандартную эпоху J2000.0. С 1991 года до появления каталога Hipparcos (1997) являлся предварительной реализацией международной небесной системы координат (ICRS) в оптическом диапазоне. 
Все вышеназванные каталоги содержат данные, полученные только из наземных наблюдений.
FK6 (Sixth Catalogue of Fundamental Stars) — последний фундаментальный каталог, является комбинацией результатов наземных наблюдений и космического астрометрического проекта Hipparcos. Каталог состоит из трёх частей. Первая часть содержит 878 так называемых фундаментальных звёзд, то есть звёзд, которые с большой вероятностью не являются двойными. Средняя ошибка собственных движений почти в два раза меньше, чем у каталога Hipparcos и составляет 0,35 mas/год.
Третья часть содержит 3272 звезды, из которых «астрометрически превосходными» считаются 1928.